# Solumium oldat
A Solumium oldat hipertiszta klór-dioxid (vízben oldódó, sárgás színű gáz) és desztillált víz magas hígítású oldata. A klór-dioxidot a tudomány már több mint kétszáz éve ismeri, mint az egyik leghatékonyabb fertőtlenítőszert, alkalmazásának azonban gátat szabott, hogy az előállításához használt maradványelemek az emberi szervezetre károsak, illetve hogy maga a klór-dioxid gáz instabilitása miatt tárolása nehézségekbe ütközött. Forgalomba hozása üzleti szempontból is problematikus volt, hiszen egyszerű molekula révén nem szabadalmaztatható, ezért a nagy gyógyszergyártó cégek nem voltak érdekeltek ez irányú kutatásokat folytatni. A fentebb említett problémákat hárította el Dr. Noszticzius Zoltán Széchenyi-díjas egyetemi tanár egy olyan eljárás kifejlesztésével, mely során hipertiszta, vagyis kémiai maradványoktól mentes klór-dioxid gáz nyerhető, s amely desztillált vízben tisztasága miatt stabilizálható és forgalomba hozható. Előállítása során a keletkező klór-dioxidot olyan vékony, speciális kifejlesztésű gumicsöveken futtatják át, ahol a klór-dioxid egyéb anyagoknál gyorsabban tud keresztülhaladni, ezáltal teljesen tiszta formában kerülhet felhasználásra.

## Felhasználása
Feltalálója szerint a solumium oldat forradalmasíthatja a fertőtlenítőszerekről kialakult képet, hiszen számos olyan tulajdonsággal rendelkezik, melyekkel egyetlen másik ismert fertőtlenítőszer sem. Előnyei közé tartozik, hogy alkalmazását tekintve igen széles körben alkalmazható: baktériumok, gombák, protozoák és akár vírusok ellen is már alacsony koncentrációban az eddig ismert leghatékonyabb fertőtlenítőszerek közé tartozik, ugyanakkor az emberi szervezetre semmiféle káros mellékhatása nem ismert. Ennek oka a klór-dioxid azon különleges tulajdonságában rejlik, hogy erős oxidálószerként a szervezetre káros, anaeorob anyagcseréjű patogéneket képes oxidálni, míg az emberi szervezetet alkotó aerob anyagcseréjű sejteket teljesen érintetlenül hagyja. Ebből következik az is, hogy a baktériumfajok - az antibiotikumokkal ellentétben - képtelenek rezisztenciát kifejleszteni a klór-dioxiddal szemben. További előnyös tulajdonsága, hogy a többi fertőtlenítőszerrel ellentétben a solumium oldat nem csak a bőr és nyálkahártya felületét képes fertőtleníteni, hanem azokon áthatolva a terület mélyebb rétegeit is fertőtleníti, ezzel egyedülálló lehetőségeket nyitva meg az orvosi beavatkozások terén.

## Jelenleg
A találmány nemzeti és nemzetközi szabadalomra vár. Elsősorban szájhigiénés gyógyszerként forgalmazzák hazánkban.

## Külső hivatkozások
- http://www.solumium.com/